# سه کابالرو
سه کابایِرو (به انگلیسی: The Three Caballeros) یک فیلم انیمیشن ۷۲ دقیقه‌ای محصول ۱۹۴۴ به کارگردانی نورمن فرگوسن با صداپیشگی کلارنس نش است.